# Сколиопус
Сколиопус (лат. Scoliopus) — олиготипный род однодольных растений семейства Лилейные (Liliaceae). Выделен американским ботаником Джоном Торри в 1857 году.

## Систематика
В состав рода входят два вида растений:
- Scoliopus bigelovii Torr.typus[3]
- Scoliopus hallii S.Watson

## Распространение
Оба вида являются эндемиками США, встречающимися в Орегоне и Калифорнии.

## Общая характеристика
Многолетние травянистые растения с короткими корневищами.
Стебель простой, короткий, несёт по 2—4 тупоконечных листа от эллиптической до продолговатой формы. Листья бледные, иногда с фиолетовыми пятнами.
Соцветия зонтиковидные. Цветки эффектные, с неприятным запахом; лепестки от яйцевидных до обратноланцетовидных.
Плод — коричневато-фиолетовая коробочка продолговато-ланцетной формы. Семена продолговатые, немного изогнутые.